# Gillstads församling
Gillstads församling var en församling i Skara stift och i Lidköpings kommun. Församlingen uppgick 2006 i Örslösa församling. 

## Administrativ historik
Församlingen har medeltida ursprung. Församlingen var tidigt kapellförsamling till Väla församling.
Församlingen var till 1962 annexförsamling i pastoratet Örslösa, Väla och Gillstad som från omkring 1300 även omfattade Söne församling. Från 1962 till 2006 var församlingen annexförsamling i pastoratet Örslösa, Söne, Väla, Gillstad, Tådene, Lavad, Norra Kedum och Tranum. Församlingen uppgick 2006 i Örslösa församling.

## Kyrkor
- Gillstads kyrka